# غوفيرنور (نيويورك)
غوفيرنور (بالإنجليزية: Gouverneur, New York)‏ هي بلدية تقع في الولايات المتحدة في نيويورك (ولاية). يقدر عدد سكانها بـ 7,085 نسمة ومساحتها 187.6 كم2 وترتفع عن سطح البحر 134 متر.

## أعلام
- إدوارد جاي نوبل
- برايان ليونارد